# Adolphe Gauwin
Adolphe Baroncelli, connu sous le nom d'Adolphe Gauwin, né le 23 avril 1865 dans le 16e arrondissement de Paris et mort le 2 mars 1934 en son domicile du 10e arrondissement, est un compositeur français.

## Biographie
Célèbre pour sa musique d'ameublement et ses harmonisations de chansons traditionnelles et de fantaisies orchestrales sur des opéras, on lui doit près de 900 compositions et arrangements musicaux sur des paroles, entre autres, de P.-L. Flers.